# Diveana
Dive Anna Pereira Sánchez (Maracaibo, 20 de mayo de 1971), conocida como Diveana, es una 
cantante venezolana de merengue y tecnomerengue, con dones musicales, de baile y actorales. Es conocida como «La Reina» y tuvo su paso como vocalista femenina en la orquesta Los Melódicos y luego como solista. Fue una de las figuras musicales venezolanas más importantes en los años 1990.

## Biografía
Desde muy corta edad comenzó a cantar en el colegio, donde logró ganar varios festivales. Su primer recital profesional fue a los 13 años, cuando se unió a la orquesta La Única de Maracaibo, bajo la tutela de su padre y su tío, quienes también eran cantantes de música bailable.[cita requerida]
Con apenas 15 años se hizo famosa en su país, interpretando géneros como el merengue, la salsa, el pasodoble, la cumbia, la guaracha y el bolero.
Con su cabello alborotado y sus bellos labios pintados de rojo, vestidos estridentes, faldas voladoras y una voz y estilo singulares, logró captar una inmensa cantidad de seguidores que la llevaron a la fama.

### Carrera
En 1986, en medio de esas presentaciones con la Orquesta Única de Maracaibo, Renato Capriles la descubrió, pues la orquesta La Única alternaba con Los Melódicos y, luego de escucharla, él le propuso cantar en la orquesta Los Melódicos, una de las bandas sonoras más emblemáticas del país y un reconocido símbolo a nivel internacional que estaban por grabar su nuevo disco.[cita requerida]
Debutó a nivel discográfico en 1987 con el álbum “Los Melódicos – La orquesta”, en el cual se presentó su primer gran éxito titulado "Papachongo".  Del mismo trabajo se extraen otras grandes canciones interpretadas por ella como "Tú", "Ule Ule" "La perla de Margarita" y "Soy castellana". Posteriormente, en 1988, grabó la producción Juntos de nuevo Los Grandes del Baile (con Billo's, Lado A) (1988 Velvet-Sonográfica), en el destacaron temas como "De amores ideales".[cita requerida]
El tercer trabajo discográfico con la Orquesta Los Melódicos fue en el álbum "El sonido street" de 1988, siendo muy exitosos los temas "Tabú" y "Seré". Cabe mencionar que para ese mismo año Diveana hizo una participación como voz femenina de la orquesta "La Inmensa", la cual pertenece a la Organización Musical Renato Capriles y en la cual también cantaba su padre Marcial Pereira. En aquella participación, Diveana grabó los temas "Dice que me quiere" y "Cuando ya no me quieras". Esa producción se titula "La Inmensa, para todos..."[cita requerida]
El cuarto y último álbum con la Orquesta Los Melódicos fue el titulado "Los Melódicos - Distintos", lanzado en 1989, en dónde fueron éxito rotundo todos los temas en que ella participó tales como "Qué rico", "Por ti amor", "En la playa", "Mala suerte", "Vacilón" y "Guitarra española".[cita requerida]
Durante su paso por Los Melódicos realizó varias presentaciones a nivel nacional e internacional, apareciendo también en diversos programas musicales como "Sábado sensacional" y "De gala".[cita requerida]
Ante el gran éxito del álbum “Los Melódicos - Distintos”, decidió dejar la Orquesta "Los Melódicos" en octubre de 1989, y se lanzó como solista de la mano del productor y compositor peruano Luis Alva. Es así como a finales de 1990 sale al mercado su primer álbum en solitario titulado "Diveana", en el cual fueron éxito todos los temas. El primer sencillo promocional lanzado en octubre de 1990 fue "Un poquito", con el cual llegó a los primeros lugares en el Hit Parade Nacional. Esta producción se lanzó al mercado para finales de noviembre de ese mismo año. El segundo tema que se desprende de esta producción fue "Tus ojos", un tecnomerengue romántico que se convirtió en el tema musical número 1 en varios países de América Latina. Otros grandes éxitos fueron "Yo no sé", "Sola", "Furiosa", "Por quererte tanto" (a dúo con Miguel Moly), "Pícaro" y "En Beirut". Aun cuando se encontraba en pleno auge, para marzo de 1992 fue invitada al programa de la actriz y presentadora mexicana Verónica Castro, llamado Iberoamérica va recibiendo disco de platino por las ventas alcanzadas de su primer disco en solitario.[cita requerida]
En septiembre de 1992 comienza la promoción de su segunda placa discográfica, pues el tema bandera fue "De amor y de miel" con el cual logra el éxito inmediato. Para noviembre del mismo año sale al mercado su segundo trabajo discográfico, titulado "Noches de media luna", también producido por Luis Alva, en el cual siguió su etapa de internacionalización, siendo el número 1 sus temas "Noches de media luna", "De amor y de miel", "Lo que yo sé", "Boca loca", "Cuando tu estás conmigo", "Frío y distante", "Lejos de ti, cerca del cielo" (canción que jamás le gustó y revelado por la misma artista).[cita requerida]
Luego de los éxitos alcanzados por sus dos primeras producciones discográficas Diveana viajó con su mánager Palmer Hernández a la República Dominicana para grabar su tercera placa discográfica, fue para marzo de 1994 cuando se lanza su tercer disco, titulado "Dame que te doy", producido por su mánager Palmer Hernández y el productor musical Manuel Tejada experimentando con varios ritmos y alejándose del tecnomerengue. Es así como se centra más en el merengue dominicano e incursiona con dos pistas en el electro pop y una bachata. El primer tema que se desprende de este disco fue "Oh oh tu no ves" y de dicho álbum fueron muy exitosas las canciones "Lo que siento contigo", "Te amaré", "Me falta todo", "Tengo" y "Dame que te doy" a dúo con Sergio Vargas. En dos versiones, electro pop y merenhouse. Con este álbum realizó varias presentaciones en América Latina.[cita requerida]
Es cierto que muchos artistas experimentan altos y bajos en sus carreras. No obstante, Diveana no fue la excepción para estas vivencias, en mayo de 1995 Diveana tuvo algunos inconvenientes con la casa discográfica a la cual pertenecía (Velvet Rodven) y al no llegar a un acuerdo tomó un receso en su carrera.[cita requerida]
Diveana regresa a la escena musical luego de tres años de ausencia de los escenarios. En abril de 1998 comienza a sonar su tema "Buena suerte" como promocional de su cuarta placa musical. Comenzaba nuevamente a sonar en todas las emisoras de Venezuela y es para mayo de ese mismo año cuando se lanza su cuarto álbum de estudio como solista titulado "Vuelve a brillar la luz", del cual se destacan "Déjame olvidarte", "Por qué" -a dúo con Rubby Pérez- "Sin aire", "Suéltate". En julio de ese mismo año, Diveana graba el video que le da título a esta producción. Fue en la localidad de Los Aleros en Mérida donde se hace el audiovisual, todo para darle un impulso a "Vuelve a brillar la luz" que marca su regreso al mercado musical venezolano, esta producción tuvo su edición internacional, para otros países fue lanzado como "Buena suerte" con la empresa Vedisco. En este trabajo musical, el cantante Rubby Pérez fue quien hizo los arreglos de trompetas para el tema "Suéltate".[cita requerida]
Realizó recitales y grabó con cantantes como Bonny Cepeda, Rubby Pérez, Sergio Vargas, Los Amigos Invisibles y Wilfrido Vargas, entre otros.[cita requerida]
Sus canciones más conocidas son:
Con Los Melódicos
- Papachongo
- Tú
- Qué rico
- Tabú
- Por ti amor
- En la playa
- De amores ideales
- Guitarra española
- Soy castellana
- Ule Ule

Como solista
- Tus ojos
- Y te vas
- Yo no sé
- Un poquito
- Frío y distante
- Sola
- Me falta todo
- Noches de media luna
- Por quererte tanto
- De amor y de miel
- Lo que yo sé
- Lejos de ti, cerca del cielo
- Oh oh tú no ves
- Furiosa
- Lo que siento contigo
- Te amaré
- Vuelve a brillar la luz
- Buena suerte
- Por qué
- Conmigo no juegues
- Hazlo suave que me quemas
- Poco a poco

Sigue llevando su show a diversos países del mundo, donde se presenta con rotundo éxito, como Estados Unidos, Canadá, Colombia, Argentina, Perú, entre otras muchas naciones. Es manejada por el empresario y productor musical Víctor J. Pabón C. desde la ciudad de Miami, donde radican ambos.[cita requerida]
Al inicio de 2021, fue invitada a grabar con sus paisanos maracuchos en el proyecto de la Banda llamada Free Cover Venezuela, donde en un medley de más o menos 9 minutos demuestra con su versatilidad y voz que hay Diveana para rato. Es uno de los más vistos, por el número de vistas obtenidas, siendo referencia para que otros artistas se sumen a ese proyecto.[cita requerida]
En el mes de marzo del mismo año lanza el cover del exitoso tema de Nati Natasha "La mejor versión de mí", en versión merengue, con un video grabado en la ciudad de Nueva York, que fue un éxito rotundo en las plataformas digitales y ganador de la Fórmula HTV.[cita requerida]
En el mismo año graba un feat junto a la agrupación venezolana Los Aviadores, en donde interpreta el tema Lo que yo sé, junto a otros reconocidos temas.[cita requerida]
Finalizando 2021, lanza un adelanto de su próximo álbum de estudio, titulado Tu Reina, Ladies Night, tema producido en Miami, y el video grabado en Las Vegas, Nevada, video que también fue ganador de La Formula HTV.[cita requerida]
Para comienzos de 2022, lanzó al mercado el video y audio de "Refresh Live Show", un concepto moderno de todos sus temas grabados en audio y video en vivo desde la ciudad de Caracas en el Hotel Tamanaco.[cita requerida]
En el mismo año decide junto a su equipo de trabajo, y lanzó el concepto de My Playlist, homenajes a los artistas que influyeron en su carrera, a Las Chicas del Can, a Wilfrido Vargas y al merengue house de los 90 con Lisa M, Fransheska y Miami Band. Contenido en audio y video que está en su canal de Youtube y que ha sido recibido por su público muy satisfactoriamente.[cita requerida]  De la Misma Manera para abril de 2023 lanza el homenaje a Selena, interpretando en su estilo Merengue los éxitos que hicieron populares a la desaparecida estrella, teniendo una aceptación inmediata como sus trabajos anteriores.

## Discografía

### Álbumes de estudio
En su etapa con la Orquesta Los Melódicos (1987 a 1989)
1987 La Orquesta
1988 Juntos de nuevo los grandes del baile
1988 El sonido street
1989 Los Melódicos - Distintos
1990 Diveana con Los Melódicos - Compilado de éxitos
Como solista a partir de 1990 hasta la fecha
- 1990: Diveana
- 1992: Diveana Mix 1
- 1992: Noches de media luna
- 1994: Dame que te doy
- 1995: Diveana Mix 2
- 1996: Boleros, pasodobles y más
- 1997: Éxitos, Éxitos, Éxitos
- 1998: Vuelve a brillar la luz / Buena suerte
- 2001: 40 éxitos, vol. 1
- 2005: 40 éxitos, vol. 2
- 2005: Andar de pie (sencillo promocional)
- 2007: Devuélveme tu amor (sencillo a dúo con Roberto Antonio)
- 2008: Lo que son las cosas (sencillo a dúo con su hermana Dayana Pereira)
- 2009: Hazlo suave que me quemas (sencillo promocional)
- 2009: Conmigo no juegues (sencillo promocional)
- 2011: Poco a poco (sencillo promocional)
- 2012: Devuélveme la vida (sencillo a dúo con Rubby Pérez)
- 2013: Te reto (sencillo promocional)
- 2019: Los amigos no se besan (sencillo promocional)
- 2021: La mejor versión de mí (sencillo promocional) *
- 2021: Ladies Night (sencillo promocional) *
- 2022: My Play List, Homenaje a Las Chicas del Can
- 2022: My Play List, Homenaje a Wilfrido Vargas
- 2022: My Play List, Homenaje a Lisa M, Fransheska, Miami Band
- 2023: Voy A Gritar Tu Nombre (sencillo promocional incluido en el álbum Tu Reina publicado en mayo de 2023)
- 2023: Fuiste Tú (a Dúo con Manny Cruz) tema incluido en el álbum "Tu Reina"

### En vivo
- 1998: Diveana en vivo
- 2006: En vivo 2
- 2009: Suéltate (en vivo)
- 2016: Mis éxitos (en vivo)

### Remixes
- 1988 Papachongo - Remix
- 1988 Papachongo - Club Mix
- 1988 Tú - Remix
- 1988 Tú - Radio Mix
- 1988 De amores ideales - Remix
- 1989 Qué rico - Remix
- 1989 Qué rico - Socca Mix
- 1989 Qué rico - Merengue Remix
- 1989 Mala suerte - Remix
- 1990 Tus ojos - Remix
- 1991 Furiosa - Remix
- 1991 Un poquito - Remix
- 1991 Por ti amor - Remix
- 1991 Mi cocha pechocha - Remix (a dúo con Roberto Antonio)
- 1991 Por quererte tanto - Remix (a dúo con Miguel Moly)
- 1991 Melódicos - Club Mix Vol. 1
- 1992 Diveana - Mix Volumen 1
- 1992 Yo no sé - Remix
- 1993 De amor y de miel - Remix
- 1993 Lo que yo sé - Remix
- 1993 Frío y distante - Remix
- 1994 Lo que siento contigo - Remix
- 1994 Me falta todo - Remix
- 1995 Diveana - Mix Volumen 2

### Colaboraciones
- 1990: Por quererte tanto (con Miguel Moly).
- 1994: "Mosaico Billos" con Miguel Moly, Roberto Antonio, Natusha y otros
- 1994: "Dame que te doy" (con Sergio Vargas)
- 1998: "Por qué" (con Rubby Pérez)
- 2010: "Colgando en Tus Manos" (con Stefany Band)
- 2020: "Me falta todo" (con Majarete Sound Machine)

## Premios y nominaciones
- 1987: Premio Ronda (con Los Melódicos)
- 1989: Premio Ronda (con Los Melódicos)
- 1990: Merengue del año por Tus Ojos
- 1992: Gaviota de Plata
- 1994: Gaviota de Oro
- 1994: Cantante Femenina del Año "Premio Ronda"
- Mejor canción, por «Lo que yo sé».

### Reencuentro con la Orquesta Los Melódicos
Durante los años 2015 y 2016, Diveana realizó algunas presentaciones en vivo nuevamente junto con la Orquesta Los Melódicos, esta vez bajo la dirección de Iliana Capriles. El reencuentro fue muy exitoso, por cuanto Diveana interpretó los más grandes éxitos que tuvo a finales de los 80 con la referida Orquesta Venezolana. El reencuentro comienza en la afamada Feria Internacional de San Sebastián en el estado Táchira, feria a la cual Los Melódicos tienen el récord de asistencia y donde esa noche Diveana deleitó a todos los asistentes interpretando los éxitos que grabó con la orquesta. Prosigue en ese mismo año para las Ferias de Mérida en el mes de febrero con un lleno total. Más tarde, para el mes de junio de ese mismo año, se realizó un evento igual en el Hotel Las Palmeras de Colón en el estado Táchira, donde Los Melódicos, junto a su invitada Diveana compartieron escenario con la exitosa agrupación colombiana Los Corraleros del Majagual.[cita requerida]

### Secuestro exprés
En mayo de 2010, Diveana se encontraba junto a su hermana Desireé y una amiga en la puerta del local Piú en Las Mercedes (Caracas) cuando dos ladrones las obligaron a entrar al automóvil marca Toyota Yaris, propiedad de la cantante, y las liberaron minutos después, robándole el automóvil en un secuestro exprés.

### Muerte de su padre y de su tío
El 8 de septiembre de 2011, el padre de Diveana, Marcial Enrique Pereira Ocando, de 67 años de edad, fue atropellado en Maracaibo por un automóvil que se dio a la fuga, y falleció en pocos instantes.
El 15 de julio de 2013 falleció su tío, el cantante de merengue Milton Pereira (54), quien falleció a causa de un infarto cardíaco.
Desde el 2013 se encuentra radicada en la ciudad de Miami (Estados Unidos). Regresó a Venezuela para grabar en formato acústico, donde versionó sus merengues más conocidos.[cita requerida]

### Exitosas giras mundiales
En todas las ciudades donde se presenta, hay lleno total de asistentes, siendo un éxito sus shows, donde además del baile, las luces y la buena música, Diveana interactúa con el público y expresa todo su sentimiento en cada tema interpretado, lo cual contagia de buena energía al público y lleva a todos los asistentes a bailar sin parar. Así lo vemos en sus exitosas presentaciones en Venezuela, Colombia, Estados Unidos, Canadá, entre otros muchos países. Una de las más reciente fue en Bucaramanga, Colombia  el 2 de diciembre de 2017, en la cual agotó todas las localidades y su show fue todo un éxito.[cita requerida]